# Tour de Normandie 2019
La 39e édition du Tour de Normandie est organisée du 25 au 31 mars 2019. La course fait partie du calendrier UCI Europe Tour 2019 en catégorie 2.2.

## Présentation

### Équipes
Classé en catégorie 2.2 de l'UCI Europe Tour, le Tour de Normandie est par conséquent ouvert aux équipes continentales professionnelles françaises, ainsi qu'à un maximum de deux étrangères, aux équipes continentales, aux équipes nationales et aux équipes régionales et de clubs.
Vingt-cinq équipes participent à ce Tour de Normandie  :
| Équipe continentale professionnelle- Riwal Readynez Équipes continentales (18)- Groupama-FDJ Continental - Waoo - Elkov-Author - Coop - Team Vorarlberg-Santic - Dauner-AKKON - SEG Racing Academy - Madison Genesis - Joker Fuel of Norway - Metec-TKH Continental Cyclingteam p/b Mantel - ColoQuick - Uno-X Norwegian Development - Wallonie-Bruxelles Development - Leopard - Arapahoe-Hincapie p/b BMC - Tarteletto-Isorex - IAM Excelsior - Lotto-Kern-Haus Équipes régionales et de clubs (6)- CC Nogent-sur-Oise - VC Rouen 76 - Vendée U Pays de la Loire - VC Pays de Loudéac - UC Nantes Atlantique - Lotto-Soudal U23 |
| |

## Étapes
| Étape     | Date    | Villes étapes                     | type            | Distance (km) | Vainqueur d'étape | Leader du classement général |
| --------- | ------- | --------------------------------- | --------------- | ------------- | ----------------- | ---------------------------- |
| 1re étape | 25 mars | Courseulles-sur-Mer – Le Neubourg | étape de plaine | 159           | Nicolai Brøchner  | Nicolai Brøchner             |
| 2e étape  | 26 mars | Darnétal – Forges-les-Eaux        | étape de plaine | 169,5         | Alberto Dainese   | Alberto Dainese              |
| 3e étape  | 27 mars | Bourg-Achard – Elbeuf             | étape de plaine | 147,5         | Arvid de Kleijn   | Nicolai Brøchner             |
| 4e étape  | 28 mars | Tilly-sur-Seulles – Argentan      | étape vallonnée | 173           | Ole Forfang       | Ole Forfang                  |
| 5e étape  | 29 mars | Alençon – Bagnoles-de-l'Orne      | étape de plaine | 172           | Barnabás Peák     | Ole Forfang                  |
| 6e étape  | 30 mars | Gouville-sur-Mer – Martinvast     | étape de plaine | 159,5         | Trond Trondsen    | Ole Forfang                  |
| 7e étape  | 31 mars | Saint-Lô – Caen                   | étape de plaine | 150           | Johan Langballe   | Ole Forfang                  |

## Déroulement de la course

### 1reétape
| \| Classement de l'étape \| Classement de l'étape \| Classement de l'étape \| Classement de l'étape \| Classement de l'étape \| \| Coureur \| Coureur \| Pays \| Équipe \| Temps \| \| --------------------- \| --------------------- \| --------------------- \| --------------------- \| --------------------- \| \| 1er \| Nicolai Brøchner \| Danemark \| Riwal Readynez \| 3 h 49 min 47 s \| \| 2e \| Alberto Dainese \| Italie \| SEG Racing Academy \| + 0 s \| \| 3e \| Jelle Mannaerts \| Belgique \| Tarteletto-Isorex \| + 0 s \| |                  |          |                    |                 |
| |                  |          |                    |                 |
| |                  |          |                    |                 |
| Classement de l'étape |                  |          |                    |                 |
| Coureur | Coureur          | Pays     | Équipe             | Temps           |
| 1er | Nicolai Brøchner | Danemark | Riwal Readynez     | 3 h 49 min 47 s |
| 2e | Alberto Dainese  | Italie   | SEG Racing Academy | + 0 s           |
| 3e | Jelle Mannaerts  | Belgique | Tarteletto-Isorex  | + 0 s           |

| \| Classement général \| Classement général \| Classement général \| Classement général \| Classement général \| \| Coureur \| Coureur \| Pays \| Équipe \| Temps \| \| ------------------ \| ------------------ \| ------------------ \| ------------------ \| ------------------ \| \| 1er \| Nicolai Brøchner \| Danemark \| Riwal Readynez \| 3 h 49 min 37 s \| \| 2e \| Alberto Dainese \| Italie \| SEG Racing Academy \| + 4 s \| \| 3e \| Jelle Mannaerts \| Belgique \| Tarteletto-Isorex \| + 6 s \| |                  |          |                    |                 |
| |                  |          |                    |                 |
| |                  |          |                    |                 |
| Classement général |                  |          |                    |                 |
| Coureur | Coureur          | Pays     | Équipe             | Temps           |
| 1er | Nicolai Brøchner | Danemark | Riwal Readynez     | 3 h 49 min 37 s |
| 2e | Alberto Dainese  | Italie   | SEG Racing Academy | + 4 s           |
| 3e | Jelle Mannaerts  | Belgique | Tarteletto-Isorex  | + 6 s           |

### 2eétape
| \| Classement de l'étape \| Classement de l'étape \| Classement de l'étape \| Classement de l'étape \| Classement de l'étape \| \| Coureur \| Coureur \| Pays \| Équipe \| Temps \| \| --------------------- \| --------------------- \| --------------------- \| ------------------------- \| --------------------- \| \| 1er \| Alberto Dainese \| Italie \| SEG Racing Academy \| 4 h 03 min 04 s \| \| 2e \| Alexander Krieger \| Allemagne \| Leopard Pro Cycling \| + 0 s \| \| 3e \| Miguel Bryon \| États-Unis \| Arapahoe-Hincapie p/b BMC \| + 0 s \| |                   |            |                           |                 |
| |                   |            |                           |                 |
| |                   |            |                           |                 |
| Classement de l'étape |                   |            |                           |                 |
| Coureur | Coureur           | Pays       | Équipe                    | Temps           |
| 1er | Alberto Dainese   | Italie     | SEG Racing Academy        | 4 h 03 min 04 s |
| 2e | Alexander Krieger | Allemagne  | Leopard Pro Cycling       | + 0 s           |
| 3e | Miguel Bryon      | États-Unis | Arapahoe-Hincapie p/b BMC | + 0 s           |

| \| Classement général \| Classement général \| Classement général \| Classement général \| Classement général \| \| Coureur \| Coureur \| Pays \| Équipe \| Temps \| \| ------------------ \| ------------------ \| ------------------ \| ------------------ \| ------------------ \| \| 1er \| Alberto Dainese \| Italie \| SEG Racing Academy \| 7 h 52 min 35 s \| \| 2e \| Nicolai Brøchner \| Danemark \| Riwal Readynez \| + 6 s \| \| 3e \| Stef Krul \| Pays-Bas \| Metec-TKH-Mantel \| + 10 s \| |                  |          |                    |                 |
| |                  |          |                    |                 |
| |                  |          |                    |                 |
| Classement général |                  |          |                    |                 |
| Coureur | Coureur          | Pays     | Équipe             | Temps           |
| 1er | Alberto Dainese  | Italie   | SEG Racing Academy | 7 h 52 min 35 s |
| 2e | Nicolai Brøchner | Danemark | Riwal Readynez     | + 6 s           |
| 3e | Stef Krul        | Pays-Bas | Metec-TKH-Mantel   | + 10 s          |

### 3eétape
| \| Classement de l'étape \| Classement de l'étape \| Classement de l'étape \| Classement de l'étape \| Classement de l'étape \| \| Coureur \| Coureur \| Pays \| Équipe \| Temps \| \| --------------------- \| --------------------- \| --------------------- \| --------------------- \| --------------------- \| \| 1er \| Arvid de Kleijn \| Pays-Bas \| Metec-TKH-Mantel \| 3 h 07 min 35 s \| \| 2e \| Nicolai Brøchner \| Danemark \| Riwal Readynez \| + 0 s \| \| 3e \| Jordi Meeus \| Belgique \| SEG Racing Academy \| + 0 s \| |                  |          |                    |                 |
| |                  |          |                    |                 |
| |                  |          |                    |                 |
| Classement de l'étape |                  |          |                    |                 |
| Coureur | Coureur          | Pays     | Équipe             | Temps           |
| 1er | Arvid de Kleijn  | Pays-Bas | Metec-TKH-Mantel   | 3 h 07 min 35 s |
| 2e | Nicolai Brøchner | Danemark | Riwal Readynez     | + 0 s           |
| 3e | Jordi Meeus      | Belgique | SEG Racing Academy | + 0 s           |

| \| Classement général \| Classement général \| Classement général \| Classement général \| Classement général \| \| Coureur \| Coureur \| Pays \| Équipe \| Temps \| \| ------------------ \| ------------------ \| ------------------ \| ------------------ \| ------------------ \| \| 1er \| Nicolai Brøchner \| Danemark \| Riwal Readynez \| 11 h 00 min 10 s \| \| 2e \| Arvid de Kleijn \| Pays-Bas \| Metec-TKH-Mantel \| + 3 s \| \| 3e \| Stef Krul \| Pays-Bas \| Metec-TKH-Mantel \| + 10 s \| |                  |          |                  |                  |
| |                  |          |                  |                  |
| |                  |          |                  |                  |
| Classement général |                  |          |                  |                  |
| Coureur | Coureur          | Pays     | Équipe           | Temps            |
| 1er | Nicolai Brøchner | Danemark | Riwal Readynez   | 11 h 00 min 10 s |
| 2e | Arvid de Kleijn  | Pays-Bas | Metec-TKH-Mantel | + 3 s            |
| 3e | Stef Krul        | Pays-Bas | Metec-TKH-Mantel | + 10 s           |

### 4eétape
| \| Classement de l'étape \| Classement de l'étape \| Classement de l'étape \| Classement de l'étape \| Classement de l'étape \| \| Coureur \| Coureur \| Pays \| Équipe \| Temps \| \| --------------------- \| --------------------- \| --------------------- \| --------------------------- \| --------------------- \| \| 1er \| Ole Forfang \| Norvège \| Joker Fuel of Norway \| 4 h 07 min 06 s \| \| 2e \| Elias Van Breussegem \| Belgique \| Tarteletto-Isorex \| + 12 s \| \| 3e \| Erik Nordsæter Resell \| Norvège \| Uno-X Norwegian Development \| + 13 s \| |                       |          |                             |                 |
| |                       |          |                             |                 |
| |                       |          |                             |                 |
| Classement de l'étape |                       |          |                             |                 |
| Coureur | Coureur               | Pays     | Équipe                      | Temps           |
| 1er | Ole Forfang           | Norvège  | Joker Fuel of Norway        | 4 h 07 min 06 s |
| 2e | Elias Van Breussegem  | Belgique | Tarteletto-Isorex           | + 12 s          |
| 3e | Erik Nordsæter Resell | Norvège  | Uno-X Norwegian Development | + 13 s          |

| \| Classement général \| Classement général \| Classement général \| Classement général \| Classement général \| \| Coureur \| Coureur \| Pays \| Équipe \| Temps \| \| ------------------ \| --------------------- \| ------------------ \| --------------------------- \| ------------------ \| \| 1er \| Ole Forfang \| Norvège \| Joker Fuel of Norway \| 15 h 07 min 20 s \| \| 2e \| Erik Nordsæter Resell \| Norvège \| Uno-X Norwegian Development \| + 18 s \| \| 3e \| Arvid de Kleijn \| Pays-Bas \| Metec-TKH-Mantel \| + 31 s \| |                       |          |                             |                  |
| |                       |          |                             |                  |
| |                       |          |                             |                  |
| Classement général |                       |          |                             |                  |
| Coureur | Coureur               | Pays     | Équipe                      | Temps            |
| 1er | Ole Forfang           | Norvège  | Joker Fuel of Norway        | 15 h 07 min 20 s |
| 2e | Erik Nordsæter Resell | Norvège  | Uno-X Norwegian Development | + 18 s           |
| 3e | Arvid de Kleijn       | Pays-Bas | Metec-TKH-Mantel            | + 31 s           |

### 5eétape
| \| Classement de l'étape \| Classement de l'étape \| Classement de l'étape \| Classement de l'étape \| Classement de l'étape \| \| Coureur \| Coureur \| Pays \| Équipe \| Temps \| \| --------------------- \| --------------------- \| --------------------- \| --------------------- \| --------------------- \| \| 1er \| Barnabás Peák \| Hongrie \| SEG Racing Academy \| 3 h 54 min 29 s \| \| 2e \| Alberto Dainese \| Italie \| SEG Racing Academy \| + 3 s \| \| 3e \| František Sisr \| Tchéquie \| Elkov-Author \| + 3 s \| |                 |          |                    |                 |
| |                 |          |                    |                 |
| |                 |          |                    |                 |
| Classement de l'étape |                 |          |                    |                 |
| Coureur | Coureur         | Pays     | Équipe             | Temps           |
| 1er | Barnabás Peák   | Hongrie  | SEG Racing Academy | 3 h 54 min 29 s |
| 2e | Alberto Dainese | Italie   | SEG Racing Academy | + 3 s           |
| 3e | František Sisr  | Tchéquie | Elkov-Author       | + 3 s           |

| \| Classement général \| Classement général \| Classement général \| Classement général \| Classement général \| \| Coureur \| Coureur \| Pays \| Équipe \| Temps \| \| ------------------ \| --------------------- \| ------------------ \| --------------------------- \| ------------------ \| \| 1er \| Ole Forfang \| Norvège \| Joker Fuel of Norway \| 19 h 01 min 52 s \| \| 2e \| Erik Nordsæter Resell \| Norvège \| Uno-X Norwegian Development \| + 18 s \| \| 3e \| Arvid de Kleijn \| Pays-Bas \| Metec-TKH-Mantel \| + 31 s \| |                       |          |                             |                  |
| |                       |          |                             |                  |
| |                       |          |                             |                  |
| Classement général |                       |          |                             |                  |
| Coureur | Coureur               | Pays     | Équipe                      | Temps            |
| 1er | Ole Forfang           | Norvège  | Joker Fuel of Norway        | 19 h 01 min 52 s |
| 2e | Erik Nordsæter Resell | Norvège  | Uno-X Norwegian Development | + 18 s           |
| 3e | Arvid de Kleijn       | Pays-Bas | Metec-TKH-Mantel            | + 31 s           |

### 6eétape
| \| Classement de l'étape \| Classement de l'étape \| Classement de l'étape \| Classement de l'étape \| Classement de l'étape \| \| Coureur \| Coureur \| Pays \| Équipe \| Temps \| \| --------------------- \| --------------------- \| --------------------- \| --------------------- \| --------------------- \| \| 1er \| Trond Trondsen \| Norvège \| Team Coop \| 3 h 50 min 21 s \| \| 2e \| Joshua Huppertz \| Allemagne \| Team Lotto-Kern Haus \| + 1 s \| \| 3e \| František Sisr \| Tchéquie \| Elkov-Author \| + 1 s \| |                 |           |                      |                 |
| |                 |           |                      |                 |
| |                 |           |                      |                 |
| Classement de l'étape |                 |           |                      |                 |
| Coureur | Coureur         | Pays      | Équipe               | Temps           |
| 1er | Trond Trondsen  | Norvège   | Team Coop            | 3 h 50 min 21 s |
| 2e | Joshua Huppertz | Allemagne | Team Lotto-Kern Haus | + 1 s           |
| 3e | František Sisr  | Tchéquie  | Elkov-Author         | + 1 s           |

| \| Classement général \| Classement général \| Classement général \| Classement général \| Classement général \| \| Coureur \| Coureur \| Pays \| Équipe \| Temps \| \| ------------------ \| ------------------ \| ------------------ \| -------------------- \| ------------------ \| \| 1er \| Ole Forfang \| Norvège \| Joker Fuel of Norway \| 22 h 52 min 14 s \| \| 2e \| Arvid de Kleijn \| Pays-Bas \| Metec-TKH-Mantel \| + 31 s \| \| 3e \| Trond Trondsen \| Norvège \| Team Coop \| + 33 s \| |                 |          |                      |                  |
| |                 |          |                      |                  |
| |                 |          |                      |                  |
| Classement général |                 |          |                      |                  |
| Coureur | Coureur         | Pays     | Équipe               | Temps            |
| 1er | Ole Forfang     | Norvège  | Joker Fuel of Norway | 22 h 52 min 14 s |
| 2e | Arvid de Kleijn | Pays-Bas | Metec-TKH-Mantel     | + 31 s           |
| 3e | Trond Trondsen  | Norvège  | Team Coop            | + 33 s           |

### 7eétape
| \| Classement de l'étape \| Classement de l'étape \| Classement de l'étape \| Classement de l'étape \| Classement de l'étape \| \| Coureur \| Coureur \| Pays \| Équipe \| Temps \| \| --------------------- \| --------------------- \| --------------------- \| --------------------- \| --------------------- \| \| 1er \| Johan Langballe \| Danemark \| Waoo \| 3 h 25 min 11 s \| \| 2e \| Simon Pellaud \| Suisse \| IAM Excelsior \| + 0 s \| \| 3e \| Johan Jacobs \| Suisse \| Lotto-Soudal U23 \| + 0 s \| |                 |          |                  |                 |
| |                 |          |                  |                 |
| |                 |          |                  |                 |
| Classement de l'étape |                 |          |                  |                 |
| Coureur | Coureur         | Pays     | Équipe           | Temps           |
| 1er | Johan Langballe | Danemark | Waoo             | 3 h 25 min 11 s |
| 2e | Simon Pellaud   | Suisse   | IAM Excelsior    | + 0 s           |
| 3e | Johan Jacobs    | Suisse   | Lotto-Soudal U23 | + 0 s           |

## Classements finals

### Classement général final
| \| Classement général \| Classement général \| Classement général \| Classement général \| Classement général \| \| Coureur \| Coureur \| Pays \| Équipe \| Temps \| \| ------------------ \| ------------------ \| ------------------ \| -------------------- \| ------------------ \| \| 1er \| Ole Forfang \| Norvège \| Joker Fuel of Norway \| 26 h 17 min 32 s \| \| 2e \| Arvid de Kleijn \| Pays-Bas \| Metec-TKH-Mantel \| + 31 s \| \| 3e \| Trond Trondsen \| Norvège \| Team Coop \| + 33 s \| \| 4e \| Dylan Kowalski \| France \| VC Rouen 76 \| + 33 s \| \| 5e \| Joshua Huppertz \| Allemagne \| Team Lotto-Kern Haus \| + 38 s \| |                 |           |                      |                  |
| |                 |           |                      |                  |
| Source : ProCyclingStats |                 |           |                      |                  |
| Classement général |                 |           |                      |                  |
| Coureur | Coureur         | Pays      | Équipe               | Temps            |
| 1er | Ole Forfang     | Norvège   | Joker Fuel of Norway | 26 h 17 min 32 s |
| 2e | Arvid de Kleijn | Pays-Bas  | Metec-TKH-Mantel     | + 31 s           |
| 3e | Trond Trondsen  | Norvège   | Team Coop            | + 33 s           |
| 4e | Dylan Kowalski  | France    | VC Rouen 76          | + 33 s           |
| 5e | Joshua Huppertz | Allemagne | Team Lotto-Kern Haus | + 38 s           |